# Carl Gustaf Mörner den yngre
Carl Gustaf Mörner den yngre, född 13 augusti 1725, död 13 januari 1787 på Rödjenäs, var en svensk friherre, militär och hovjägmästare. Han var från 1752 godsherre på Rödjenäs i Björkö socken, nuvarande Vetlanda kommun, i Småland. 
Han var huvudman för ätten Mörner af Tuna och sonsons sonson till Otto Helmer Mörner. Han gifte sig den 20 juli 1750 med änkan Margareta Fredrika Duse (1732–1800) och de fick fem barn, däribland Carl och Ludvig Mörner.